# Акула, Викрам
Викрам Акула (англ. Vikram Akula) — основатель и бывший руководитель микрофинансовой компании SKS Microfinance, чьей миссией является снижение уровня бедности в Индии за счёт микрозаймов и страхования бедных индийских женщин.

## Ранняя жизнь и образование
Отец Викрама, Акула В. Кришна — хирург, который с семьёй эмигрировал в Скенектади, штат Нью-Йорк, где его сын пошел в школу. Викрам окончил среднюю школу в 1986 году и поступил в Университет Тафтса, где он получил двойное образование по философии и английскому языку, окончив университет с отличием в 1990 году. После этого Акула поступил в Йельский университет для получения степени магистра по международным отношениям. Он получил грант по Программе Фулбрайта для проекта по микрофинансированию в Индии в 1994—1995 годах. В 2004 году Викрам Акула получил докторскую степень по политологии в Чикагском университете.

## Карьера
В 1990 году после окончания Тафтского университета, Акула вернулся в Индию и работал там с Deccan Development Society, небольшой сельской некоммерческой организацией. После этого он работал в Институте всемирного наблюдения в Вашингтоне (округ Колумбия) в качестве научного сотрудника, где им были написаны статьи о бедности и устойчивом экономическом развитии. Во время работы с индийской Deccan Development Society Акула увидел ограниченные возможности некоммерческого микрофинансирования и предложил рыночный подход. Своё видение данной проблемы он описывает в книге A Fistful of Rice: My Unexpected Quest to End Poverty Through Profitability, опубликованную Harvard Business Press в 2010 году.

### SKS Microfinance
В 1996 году Викрам Акула закончил проект по гранту Фулбрайта и поступил в Чикагский университет для соискания степени доктора наук по политологии. Там он создал бизнес-план для некоммерческой микрофинансовой компании, а уже в декабре 1997 года Акула возвращается в Индию, чтобы основать организацию SKS (Swayam Krishi Sangam) на основе своего бизнес-плана. Первоначально некоммерческая, SKS Microfinance в 2005 году преобразуется в коммерческую организацию.
В середине августа 2010 года, SKS Microfinance разместила свои акции на фондовой бирже Мумбаи, спрос на которой оказался в 14 раз выше предложения и компания получила опорных инвесторов, таких как Джордж Сорос. Акула покинул пост председателя SKS 23 ноября 2011 года и 3 мая 2014 года ушёл с должности промоутера.

### Влияние
При учреждении SKS, Акула черпал вдохновение от работы Мухаммада Юнуса, лауреата Нобелевской премии мира 2006 года и основателя Grameen Bank в Бангладеш, одной из первых в мире микрофинансовых организаций.

## Награды и признание
- Один из «100 наиболее влиятельных людей года» по версии журнала Time в 2006 году[14]
- Социальный предприниматель года в Индии, 2006[15]
- Предприниматель года в Индии по версии Ernst & Young (Start-up, 2006)[16]
- Предприниматель года в Индии по версии Ernst & Young (Business Transformation, 2009)[17]
- Один из «50 наиболее влиятельных людей Индии» по версии India Today, 2009[18]
- Номинация на звание «Человек года» по версии журнала Forbes, 2009[19]
- World Economic Forum’s Young Global Leader award, 2008[20]
- Echoing Green Poverty Alleviation Economic Development — 1998 Fellow[21]
- Karmaveer Puraskaar[англ.] в категории Real Wealth Creators for the Communities, 2006—2007[22]